# Joanikije Mićović
Joanikije (Jovan) Mićović (Velimlje, kraj Nikšića, 20. travnja 1959.) je mitropolit crnogorsko-primorski Srpske pravoslavne crkve od 29. svibnja 2021. godine i bivši episkop budimljansko-nikšićki (2002. – 2021.)
Njegov počasni i liturgijski naslov glasi: arhiepiskop cetinjski, mitropolit crnogorsko-primorski, zetsko-brdski i skenderijski i egzarh sveštenog trona pećkog. 
Vlasti u Crnoj Gori uhitile su episkopa Joanikija, zajedno s još sedam svećenika Srpske pravoslavne crkve, uvečer 12. svibnja 2020. godine, što je izazvalo nerede i sukobe između prosvjednika i policije.